# Odrovice
Odrovice település Csehországban, a Brno-vidéki járásban. Odrovice Pohořelice, Cvrčovice, Loděnice, Malešovice és Medlov településekkel határos. Lakosainak száma 240 fő (2024. január 1.).

## Népesség
A település lakosságának változását az alábbi diagram mutatja:
| Lakosok száma | 277  | 305  | 311  | 256  | 203  | 186  | 221  | 226  | 247  | 240  |
|               | 1869 | 1890 | 1921 | 1950 | 1980 | 2001 | 2017 | 2019 | 2022 | 2024 |